# Constructivismo social
El constructivismo social es una teoría que sugiere que el conocimiento científico no constituye un corpus neutro de datos independiente de las prácticas culturales y los valores, sino que se origina en el seno de la sociedad, con lo que ello conlleva. Por lo tanto, los datos y las prácticas de la ciencia son, o bien construcciones sociales en su totalidad (constructivismo duro) o bien lo son en parte (constructivismo blando).
El constructivismo social argumenta que no hay una realidad única y objetiva independiente de los individuos y de las sociedades en las que viven. En cambio, la realidad es el resultado de la interacción entre las personas, sus experiencias, sus conocimientos previos, sus valores y las normas sociales. Estos elementos influyen en cómo las personas perciben, interpretan y dan sentido al mundo que les rodea.
En la práctica, el constructivismo social se interesa por el trabajo en el laboratorio, las publicaciones científicas y los flujos de información en tanto qué procesos deben estudiarse desde una perspectiva sociológica y no sólo en términos puramente científicos.

## Críticas
Críticos como Mario Bunge han desacreditado la radicalidad y el relativismo de esta postura filosófica por considerarla nociva para la educación y cultura pues tienden a sostener que los descubrimientos son procesos puramente externos al científico. Un científico recibe respaldo u hostilidad de la sociedad, pero su talento es algo interno que no necesariamente está atravesado por lo que  piensa la sociedad . Ejemplos como Newton, Faraday, Cajal, entre otros muestran que, a pesar de la sociedad de su momento, lograron hacer grandes contribuciones a la ciencia que, no resultan ser el producto de la sociedad, sino que se producen en una  sociedad.